# Ружа (Румунія)
Ружа (рум. Ruja) — село у повіті Сібіу в Румунії. Адміністративно підпорядковане місту Агніта.
Село розташоване на відстані 208 км на північний захід від Бухареста, 46 км на північний схід від Сібіу, 117 км на південний схід від Клуж-Напоки, 84 км на північний захід від Брашова.

## Населення
За даними перепису населення 2002 року у селі проживали 1165 осіб.
Національний склад населення села:
| Національність | Кількість осіб | Відсоток |
| -------------- | -------------- | -------- |
| румуни         | 1119           | 96,1%    |
| цигани         | 33             | 2,8%     |
| німці          | 12             | 1,0%     |

Рідною мовою назвали:
| Мова      | Кількість осіб | Відсоток |
| --------- | -------------- | -------- |
| румунська | 1154           | 99,1%    |
| німецька  | 11             | 0,9%     |